# Akalat de Java
Pellorneum capistratum
Espèce
Statut de conservation UICN

 LC  : Préoccupation mineure
Répartition géographique
L’Akalat de Java (Pellorneum capistratum) est une espèce de passereau de la famille des Pellorneidae.

## Description
Son poids est d'environ 25 g adulte.

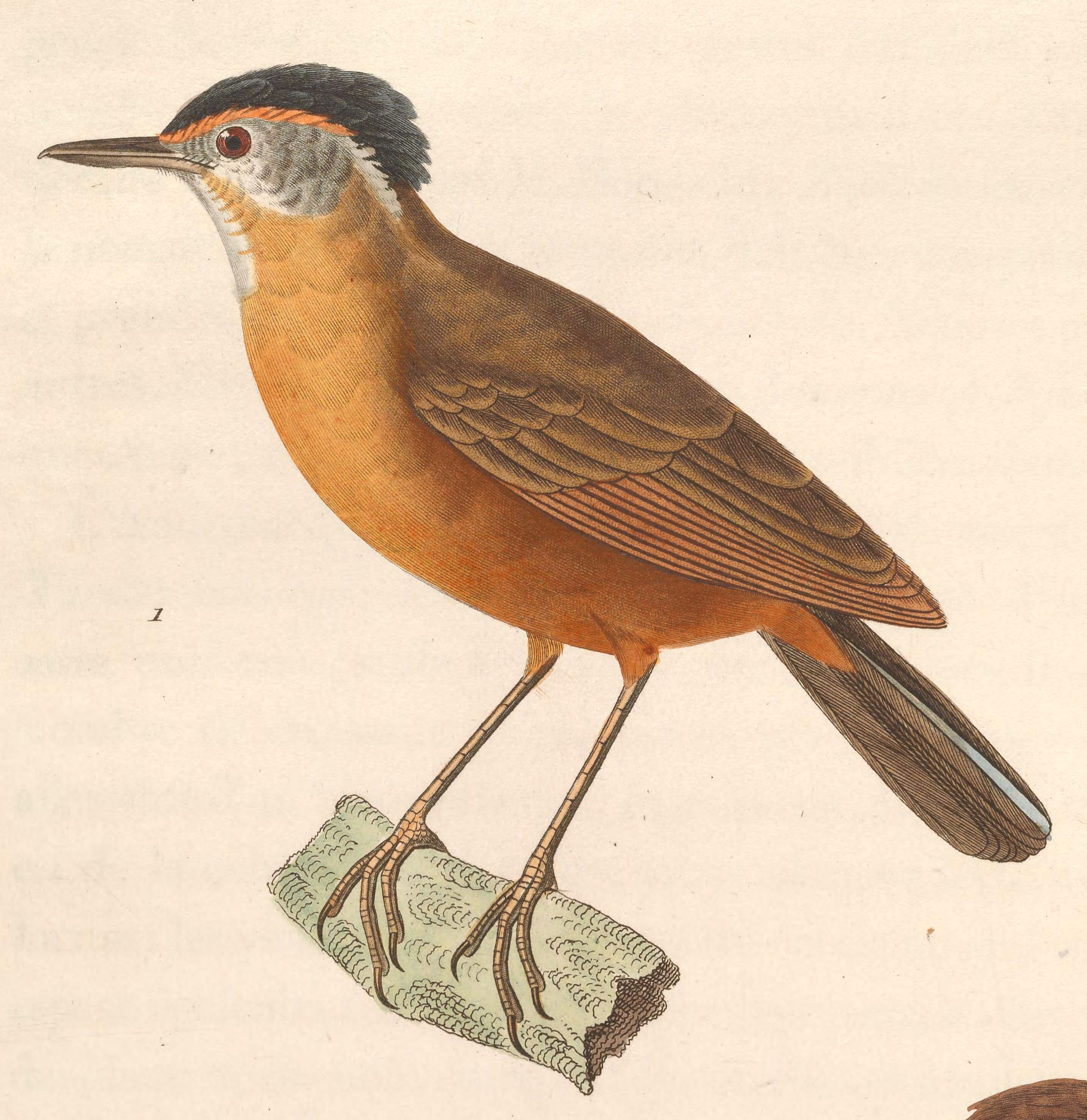
Un Akalat de Java

L'Akalat de Java possède une calotte et front noir. De l'arrière de son cou jusqu'à la queue, la couleur de ses plumes est brune tout comme ses raies latérales.
Sa gorge et ses parotiques sont blanches. Ses pattes sont brunes. Le bas-ventre jusqu'à la poitrine sont bruns. Ses yeux sont également bruns. Les rémiges primaires sont dans un brun plus clair que le reste de son corps.

## Répartition
L'Akalat de Java est endémique d'Asie et plus spécifiquement sur l'île de Java (Indonésie).

## Habitat
Il habite les forêts humides tropicales et subtropicales de basse altitude.